# Chatroulette
Chatroulette ist ein Videochat-Dienst, der im November 2009 von dem Russen Andrei Ternowski ins Leben gerufen wurde.

## Funktionsweise
Chatroulette verbindet zwei zufällig ausgewählte Nutzer in einen Chat zu zweit („One-on-One“), durch den es möglich ist, sich per Webcam, Mikrofon und Tastatur zu verständigen. Beide Seiten können jederzeit die Verbindung mit dem Chatpartner trennen, um mit einem neuen Nutzer verbunden zu werden. Eine Möglichkeit, zum vorherigen Chatpartner zurückzugehen, gibt es nicht.
Laut Andrei Ternowski läuft die Website auf sieben Servern in Frankfurt am Main, der Betrieb wird über Werbeeinnahmen finanziert.
Die Funktionsweise von Chatroulette wird inzwischen auch von diversen davon abgeleiteten Seiten verwendet.

## Verwendung
Durch Medienberichte und Internetlinks gewann Chatroulette schnell neue Besucher. So hatte die Website nach eigenen Angaben bereits im Februar 2010 30 Millionen Besucher. Das US-Marktforschungsunternehmen Comscore spricht von 1,56 Millionen Besuchern im April 2010 und 1,33 Millionen Besuchern im Mai 2010, was erstmals auch eine Verringerung der Besucherzahlen bedeutet. Ein Alexa Traffic Rank von 1384 (weltweit) und 2235 (USA) spricht für die sehr starke Popularität (17. Juni 2010).
„Chatroulette“ war 2010 der sich weltweit am schnellsten verbreitende Suchbegriff auf Google, gefolgt von iPad. Mittlerweile gibt es zahlreiche Erweiterungen, die das Konzept von Chatroulette auf soziale Netzwerke wie Facebook oder Google+ übertragen. Der Komiker Christian Ulmen veranstaltete eine Online-Show-Reihe zum Thema Chatroulette.

## Kritik
Laut Jugendschutz.net sei die Website nicht für Jugendliche geeignet, weil dort auch jugendgefährdende Inhalte wie Pornografie oder politischer Extremismus gezeigt würden. Einer Untersuchung des Internet-Analyseunternehmens RJMetrics vom März 2010 zufolge sind etwa 13 Prozent der Nutzer beim Start des Chats unbekleidet, entkleiden sich währenddessen oder vollführen sexuelle Handlungen. Auch andere Medien berichten davon, dass bei Chatroulette häufig nur Penisse zu sehen sind und es in vielen Fällen nicht möglich sei, eine Konversation zu führen.
Chatroulette versucht, diesem Trend entgegenzuwirken. So gibt es mittlerweile einen Button, um „unangebrachte Inhalte“ zu melden. Gehen über einen Benutzer drei Meldungen ein, wird dieser für 40 Minuten gesperrt. Über eine Software werden Bilder analysiert, die zu einer Sperre von bis zu 24 Stunden führen können, wenn sich ein Nutzer unangemessen verhält.